# Theo Teunissen
Theo Teunissen (Rotterdam, 6 september 1938) is een Nederlands organist.

## Levensloop
Teunissen kreeg zijn eerste muzieklessen op vijf-jarige leeftijd. Toen hij tien jaar was kreeg hij orgelles van Gerrit de Kruijff in de Vredeskerk in Utrecht. Zijn orgelstudie volgde hij aan het Utrechts Conservatorium waar hij les kreeg van Stoffel van Viegen en Cor Kee. Daarnaast volgde hij pianolessen bij Ludwig Schenk.
Teunissen werd in 1954 benoemd tot organist van de Torenpleinkerk in Vleuten. Hierna volgde in 1959 zijn benoeming tot organist aan de Wilhelminakerk in Utrecht, gevolgd door de Julianakerk (1974) en de Jacobikerk (1978) aldaar. In die zelfde periode was hij werkzaam als orgeldocent aan het Utrechts Conservatorium en de gemeentelijke muziekschool. Hij gaf onder meer les aan Jan Teeuw en Gerrit 't Hart. Als organist gaf hij concerten in vele West- en Oost-Europese landen, waaronder België, Duitsland, Engeland, Zweden, Zwitserland en Oekraïne. Ook werd hij als organist gevraagd aan de Universiteit van Victoria. In 2005 ging hij met pensioen.
Teunissen bracht een groot aantal lp's en cd's uit en werkte mee aan radioprogramma's van de NCRV en de EO. Daarnaast is hij ook actief als componist en verzorgd als redacteur auspiciën van het Nederlands Muziekinstituut.

## Liedbewerkingen
Een overzicht met liedbewerking uit de uitgave "Voorspelen, intonaties en zettingen".

### Deel 1
- Zo spreekt de Heer die ons geschapen heeft
- Jezus, diep in de woestijn
- Veertig jaren lopen door het hete zand
- Christus staat in majesteit
- Wees blijde nu, in ‘t midden van het lijden
- Welkom, welkom, koning Jezus
- Dans en zing: hosanna voor de koning
- Stil ligt de tuin rondom het witte graf
- Licht, ontloken aan het donker
- Licht dat ons aanstoot in de morgen
- De toekomst is al gaande
- Toen ik daar zat, verweesd en zonder lied
- Wij zullen leven, God zij dank
- Groen ontluikt de aarde
- Tussen waken, tussen dromen
- O vlam van Pasen, steek ons aanstoot
- Voor mensen die naamloos
- Zing halleluja, hemel en aarde, zing
- Zingt jubilate voor de Heer

### Deel 2
- De engel Gabriël komt aangesneld
- De mensen die gaan in het duister
- Zal er ooit een dag van vrede
- Licht in onze ogen
- In dulci jubilo
- Een lied weerklinkt in deze nacht (Sussex Carol)
- Toen midden in de wintertijd
- Maria ging op reis
- Nu gaat de hemel open
- Uit uw verborgenheid
- Als een ster in lichte luister
- Wij zingen door de tranen heen
- In de nacht gekomen (In the Bleak Midwinter)
- Wij trekken in een lange stoet (God Rest You Merry, Gentlemen)
- Het is nacht in Bethlehem (It Came Upon the Midnight Clear)
- Klaarlicht nacht
- Kindje van vrede
- Door goede machten trouw en stil omgeven
- Gij de ster van David zijt
- Hij komt niet uit de grote stad
- De Geest des Heren is op hem

### Deel 3
- Al heeft Hij ons verlaten
- Naam van Jezus, nu verheven
- Dit is het wonder: de kracht van de Geest
- Heilige Geest
- Taal op de tong
- Als de wind die waait met vlagen
- Zij zit als een vogel
- Vergeet niet hoe wij heten
- Voor de toegewijden
- Jeruzalem, mijn vaderstad
- Sion mijn vaderland
- In de schoot van mijn moeder geweven
- Kind van God gegeven
- Het koninkrijk is voor een kind
- Kom, God, en schrijf Uw eigen naam
- Heer geef mij vleugels dat ik reis
- De Heer heeft naar mij omgezien
- Vernieuw in ons, o God
- Gij ziet ons vechten met de macht
- Als Gij er zijt
- Maak ons uw liefde, God, tot opmaat